# Danemark au Concours Eurovision de la chanson 2023
Le Danemark est l'un des trente-sept pays participant au Concours Eurovision de la chanson 2023, qui se tient du 9 au 13 mai 2023 à Liverpool au Royaume-Uni. Le pays est représenté par Reiley, avec sa chanson Breaking My Heart, sélectionnés lors du Dansk Melodi Grand Prix 2023. Le pays se classe 14e avec 6 points en demi-finale, ne parvenant pas à se qualifier pour la finale.

## Sélection
Le 26 août 2022, DR confirme la participation du Danemark à l'Eurovision 2023, ainsi que la tenue du Dansk Melodi Grand Prix comme méthode de sélection nationale, comme c'est le cas depuis la première participation du pays, en 1957.

### Format
C'est la cinquante-troisième édition du Dansk Melodi Grand Prix. Son format est le même que pour les deux années précédentes: lors du premier tour, huit chansons sont départagées à 50/50 par un jury de professionnels et par le public danois, les trois chansons arrivées en tête sont qualifiées pour le second tour, qui se déroule dans les mêmes conditions.

### Participants
Les artistes intérssés ont pu envoyer leurs chansons à DR du 9 septembre au 28 octobre 2022.

La liste des participants a été révélée le 19 janvier 2023.
| Artiste               | Titre                 | Langue  | Auteur(s)                                                                      |
| --------------------- | --------------------- | ------- | ------------------------------------------------------------------------------ |
| Eyjaa                 | I Was Gonna Marry Him | Anglais | Anders Hansen, Rasmus Olsen, Thomas Buttenschøn, Maria Broberg                 |
| Frederik Leopold      | Stuck on You          | Anglais | Lasse Lindorff, Frederik Jyll                                                  |
| Maia Maia             | Beautiful Bullshit    | Anglais | Joy Deb, Maja Barløse, Niclas Lundin                                           |
| Mariyah LeBerg        | Human                 | Anglais | Chief 1, Moon Mariyah Ellise Traasdahl, Nermin Harambasic                      |
| Micky Skeel           | Glansbillede          | Danois  | Micky Skeel Hansen, Martin Per Bjelke                                          |
| Nicklas Sonne         | Freedom               | Anglais | Nicklas Sonne                                                                  |
| Reiley                | Breaking My Heart     | Anglais | Sivert Hjeltnes Hagtvet, Hilda Stenmalm, Bård Mathias Bonsaksen, Rani Petersen |
| Søren Torpegaard Lund | Lige her              | Danois  | Tim Schou, Steven McClintock, Martin Palme Skriver, Lasse Storm Olsen          |

### Finale
La finale est diffusée le samedi 11 février 2023, en direct de la Næstved Arena de Næstved.
- Qualifié pour le second tour (superfinale)
- Première place
- Deuxième place
- Troisième place

| Ordre | Artiste               | Titre                 | Résultat  |
| ----- | --------------------- | --------------------- | --------- |
| 1     | Frederik Leopold      | Stuck on You          | Éliminé   |
| 2     | Eyjaa                 | I Was Gonna Marry Him | Éliminées |
| 3     | Micky Skeel           | Glansbillede          | Qualifié  |
| 4     | Maia Maia             | Beautiful Bullshit    | Éliminée  |
| 5     | Nicklas Sonne         | Freedom               | Qualifié  |
| 6     | Mariyah LeBerg        | Human                 | Éliminée  |
| 7     | Søren Torpegaard Lund | Lige her              | Éliminé   |
| 8     | Reiley                | Breaking My Heart     | Qualifié  |

| Ordre | Artiste       | Titre             | Jury (50%) | Télévote (50%) | Total | Place |
| ----- | ------------- | ----------------- | ---------- | -------------- | ----- | ----- |
| 1     | Micky Skeel   | Glansbillede      | 8%         | 15%            | 23%   | 3     |
| 2     | Nicklas Sonne | Freedom           | 14%        | 20%            | 34%   | 2     |
| 3     | Reiley        | Breaking My Heart | 28%        | 15%            | 43%   | 1     |

La cinquante-troisième édition du Dansk Melodi Grand Prix s'achève donc sur une victoire de Reiley, qui représente le Danemark à l'Eurovision 2023, à Liverpool au Royaume-Uni, avec sa chanson Breaking My Heart., faisant de lui le premier féroïen à endosser ce rôle.

## À l'Eurovision
Le Danemark participera à la première moitié de la seconde demi-finale, le jeudi 11 mai. Y recevant 6 points, le pays se classe 14e et ne parvient pas à se qualifier en finale